# 帕尔坦纳
帕尔坦纳（義大利語：Partanna），是意大利特拉帕尼省的一个市镇。总面积82.42平方公里，人口11199人，人口密度135.9人/平方公里（2009年）。ISTAT代码为081015。